# Osman Menezes Venâncio Júnior
Osman de Menezes Venâncio Júnior (San Paolo, 29 ottobre 1992) è un calciatore brasiliano, centrocampista dell'Ituano.

## Caratteristiche tecniche
È un esterno mancino.

## Carriera
È cresciuto nelle giovanili del Santos.

## Palmarès

### Competizioni statali
- Campionato Mineiro: 1

América-MG: 2016
- Campionato Catarinense: 1

Chapecoense: 2017
- Campionato Mato-Grossense: 1

Cuiabá: 2021

### Competizioni nazionali
- Campeonato Brasileiro Série C: 1

Mirassol: 2022